# Friday Hassler
Raymond Hassler, detto Friday (Chattanooga, 29 luglio 1935 – Daytona Beach, 17 febbraio 1972), è stato un pilota automobilistico statunitense, che ha gareggiato nelle Winston Cup Series e NASCAR Grand National.

## Carriera
Fece il suo debutto nel 1960 ma solo guidando in una manciata di gare fino al 1967 dove guidò in 21 delle 49 gare per la Red Sharp e finendo la stagione in 32ª posizione. Migliorò alla Red Sharp dell'anno successivo posizionandosi in 27ª posizione e in 28ª nel 1969 guidando la sua auto. Nello stesso anno vinse lo Snowball Derby con la sua Late Model. Nel 1970 guidò per James Hanley e finì la stagione in 20ª posizione. Il 1971 fu la sua stagione migliore, guidando la sua auto in 13 Top Ten e concludendo il campionato in 16ª posizione.
Nel 1971 durante la Voluteer 500 al Bristol Motor Speedway, Hassler fu uno dei piloti di rilievo per la gara insieme al vincitore Charlie Glotzbach.

## La morte
Hassler morì in un incidente durante le qualificazioni per la prima Daytona 500 nel 1972 all'età di 36 anni mentre era all'apice della sua carriera.
l'incidente avvenne al 19º giro, a causa dell'esplosione di uno pneumatico dell'auto di David Ray Boggs.